# Бжозувка (Підляське воєводство)
Бжозувка (пол. Brzozówka) — село в Польщі, у гміні Барглув-Косьцельний Августівського повіту Підляського воєводства.
Населення — 360 осіб (2011).
У 1975-1998 роках село належало до Сувальського воєводства.

## Демографія
Демографічна структура станом на 31 березня 2011 року:
|          | Загалом | Допрацездатний вік | Працездатний вік | Постпрацездатний вік |
| -------- | ------- | ------------------ | ---------------- | -------------------- |
| Чоловіки | 181     | 39                 | 118              | 24                   |
| Жінки    | 179     | 32                 | 113              | 34                   |
| Разом    | 360     | 71                 | 231              | 58                   |